# Лузин, Андрей Владимирович
Андрей Владимирович Лузин (род. 7 декабря 1995, Чайковский, Пермская область) — российский спортсмен, Заслуженный мастер спорта России по Киокусинкай карате (чёрный пояс, 3 дан). Чемпион России, Японии, Европы и мира.

## Биография

### Семья
Отец — Лузин Владимир Иванович. Мать — Лузина Ольга Геннадьевна. Брат — Лузин Алекс Владимирович.

### Образование
Выпускник Чайковского государственного института физической культуры 2020 (магистр).

### Спортивная карьера
Начал заниматься Киокусинкай карате в 9 лет под руководством Галиева Э. Ф. Первый заметный успех появляется в 15 лет — 2 место на юношеском первенстве мира. В 2014 году Лузин перешёл во взрослую категорию и завоевал бронзу чемпионата Японии. В 2016 году выиграл чемпионат России и стал серебряным призёром Абсолютного чемпионата Европы, получив путёвку на чемпионат мира в Токио.
В апреле 2017 года Андрей стал первым российским чемпионом мира в тяжелой весовой категории. После выиграл чемпионаты России (2017, 2018), Японии (2018) и Европы (2018, 2019).
В ноябре 2019 года стал бронзовым призёром Абсолютного чемпионата мира по Киокусинкай карате (турнир проходит раз в 4 года, выявляет сильнейшего бойца среди всех весовых категорий).
С 2020 года тренируется под руководством Романчева С. В. и представляет Калининградскую область.
В 2021 году Андрею присвоено звание "Заслуженный мастер спорта России".
В 2022 году Лузин становится чемпионом России в четвертый раз, но уже в весовой категории до 80 кг.

## Достижения

### Международные соревнования
Весовая категория
- Чемпионат мира 2017 — 1 место[12]
- Чемпионат Европы 2018, 2019 — 1 место[9]
- Чемпионат Японии 2018 — 1 место; 2014 — 3 место[5]

Абсолютная категория
- Чемпионат мира 2019 — 3 место[10]
- Чемпионат Европы 2016 — 2 место[7]
- Чемпионат Японии 2018 — 5 место[13]
- Кубок Балтики 2018 — 2 место[14]
- Кубок Балтики 2021 - 3 место[15]

Тамэсивари
- Чемпионат Японии 2017 — 1 место[16]

### Всероссийские соревнования
Весовая категория
- Чемпионат России 2016, 2017, 2018, 2022 — 1 место; 2015 — 2 место[6]
- Кубок России 2016, 2018, 2019, 2021 — 1 место; 2014, 2017 — 2 место; 2015 — 3 место[17]

Тамэсивари
- Кубок России 2017 — 2 место[18]

### Личные достижения
- Лауреат Строгановской премии 2017 в номинации «За выдающиеся достижения в спорте»[19]
- Победитель конкурса «Спортивная элита Прикамья» — 2018 в номинации «Лучший спортсмен года по неолимпийским видам спорта»[20]
- Лучший спортсмен среди мужчин Федерации Киокусинкай России по итогам 2017 и 2019 годов[21]
- Лучший спортсмен среди мужчин Федерации Киокусинкай Пермского края по итогам 2016—2019 годов[22]
- Лучший спортсмен Российского Союза Боевых Искусств Пермского края 2019
- Лучший боец 2018, 2021[23] года по версии независимого интернет-портала kyokushinresults.com[24]